# Dawn of Demise
A Dawn of Demise dán death metal együttes, 2003-ban alakult Silkeborgban. Első demójukat 2006-ban adták ki. 2007-ben megjelent első nagylemezük. 2008-ban egy EP-t is megjelentettek. 2010-ben, 2012-ben, 2016-ban és 2019-ben is adtak ki nagylemezeket. Zenei hatásaiknak a Suffocation, Pyrexia, Internal Bleeding, Abominable Putridity, Obituary és Inveracity együtteseket tették meg. 2012-ben Indiában is turnéztak.

## Tagok
- Bjorn Jensen - basszusgitár (2003-)
- Martin Sorensen - gitár (2003-)
- Scott Jensen - ének (2004-)
- Bastian Thursgaard - dob (2013-)
- Astor Palsson - gitár (2013-)

## Korábbi tagok
- Heinz Kristensen - dob (2003)
- Kim Jensen - dob (2004-2011)
- Jakob Nyholm - gitár (2004-2007)
- Alexander Kjeldsen - gitár (2007-2008)
- Thomas "Hotdogger" Egede - gitár (2009-2013)
- Simon Blaabjerg - dob (2011-2013)

## Diszkográfia
- Hate Takes Its Form (2007)
- A Force Unstoppable (2010)
- Rejoice in Vengeance (2012)
- The Suffering (2016)
- Into the Depths of Veracity (2019)

## Egyéb kiadványok
- ...and Blood Will Flow (demó, 2006)
- Lacerated (EP, 2008)